# Epidendrum fruticosum
Epidendrum fruticosum är en orkidéart som beskrevs av Pav. och John Lindley. Epidendrum fruticosum ingår i släktet Epidendrum och familjen orkidéer. Inga underarter finns listade i Catalogue of Life.

## Bildgalleri

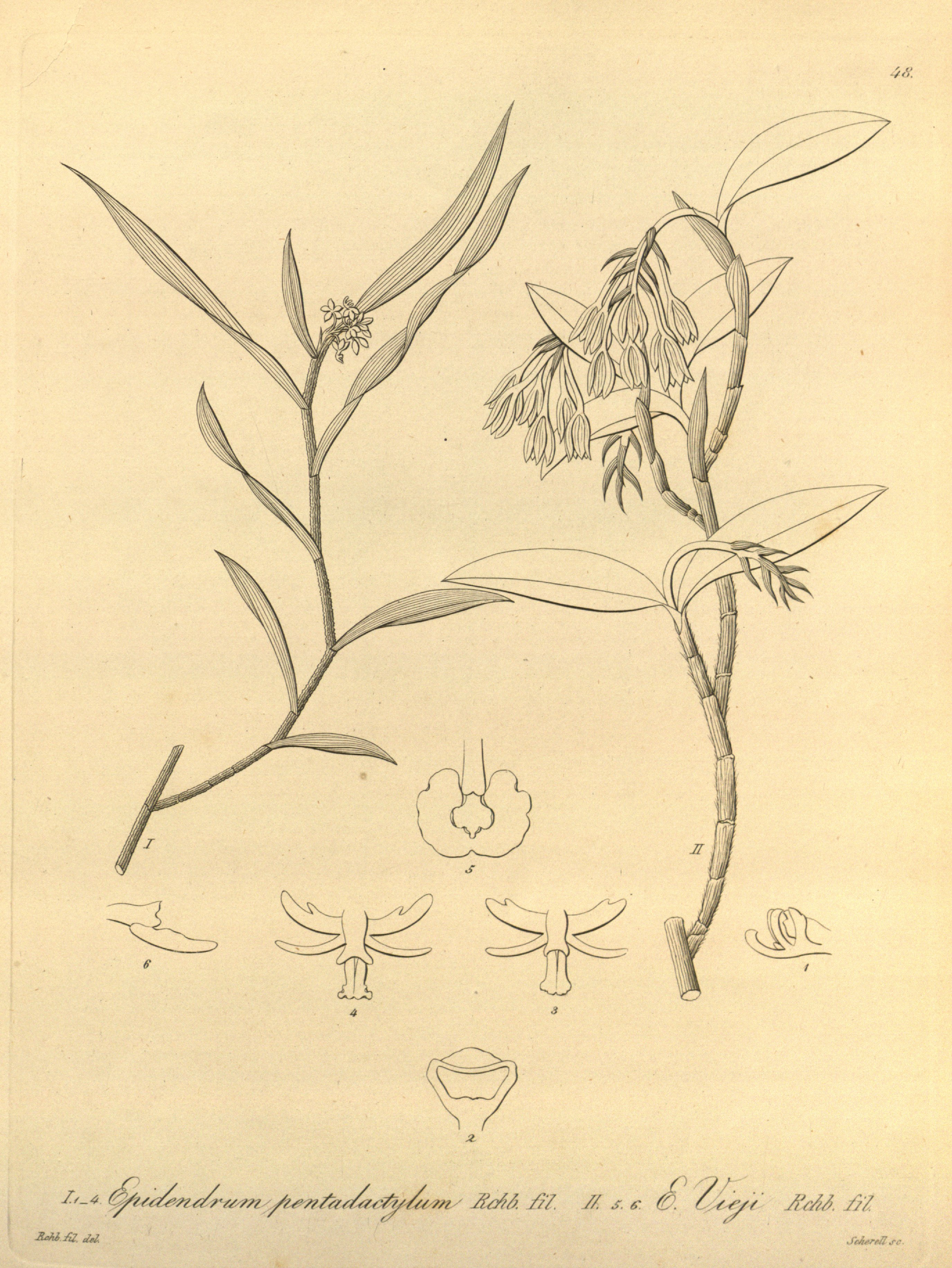